# Siofa Banua Lorang
Siofa Banua Lorang is een bestuurslaag in het regentschap Nias Selatan van de provincie Noord-Sumatra, Indonesië. Siofa Banua Lorang telt 442 inwoners (volkstelling 2010).